# Microlophus
 Microlophus  es un género de lagartos de la familia Tropiduridae. Hay veintidós especies reconocidas en el género, y nueve de ellas son endémicas para las Islas Galápagos donde se llaman lagartijas de lava (que a veces se colocan en Tropidurus en vez de eso) . . El remanente, que a menudo se llama iguanas del Pacífico, se encuentran en la Cordillera de los Andes y en la costa del Océano Pacífico en Chile, Perú y Ecuador.
La distribución de las lagartijas de lava y sus variaciones en la forma, color, y comportamiento muestran el fenómeno de radiación adaptativa tan típico de los habitantes de este archipiélago. Una especie está presente en todas las islas centrales y occidentales, que tal vez estaban conectados durante los periodos de los niveles del mar más bajos, mientras que uno de cada especie se vive en seis otras más periféricas. Todos han evolucionado muy probablemente de una sola especie ancestral. Sin embargo, como de costumbre para Tropiduridae que pueden cambiar su color de forma individual, en cierta medida, y los miembros de la misma especie que viven en diferentes hábitates también muestran diferencias de color. Así, los animales que viven principalmente en la lava oscura son más oscuros que los que viven en ambientes arenosos ligeros.

## Especies
Listado por orden alfabético
- Microlophus albemarlensis
- Microlophus atacamensis
- Microlophus bivittatus
- Microlophus delanonis
- Microlophus duncanensis
- Microlophus grayii
- Microlophus habelii
- Microlophus heterolepis
- Microlophus koepckeorum
- Microlophus occipitalis
- Microlophus pacificus
- Microlophus peruvianus
- Microlophus quadrivittatus
- Microlophus stolzmanni (ubicada por algunos autores en el género Liolaemus,  L. stolzmanni)[4]
- Microlophus tarapacensis
- Microlophus theresiae
- Microlophus theresioides
- Microlophus thoracicus
- Microlophus tigris
- Microlophus yanezi